# Borboropactus
Borboropactus is een geslacht van spinnen uit de  familie van de Thomisidae (krabspinnen).

## Soorten
- Borboropactus asper (O. P.-Cambridge, 1884)
- Borboropactus australis (Lawrence, 1937)
- Borboropactus bituberculatus (Simon, 1884)
- Borboropactus cinerascens (Doleschall, 1859)
  - Borboropactus cinerascens sumatrae (Strand, 1907)
- Borboropactus divergens (Hogg, 1914)
- Borboropactus elephantus (Tikader, 1966)
- Borboropactus hainanus (Song, 1993)
- Borboropactus javanicola (Strand, 1913)
- Borboropactus jiangyong (Yin et al., 2004)
- Borboropactus noditarsis (Simon, 1903)
- Borboropactus silvicola (Lawrence, 1938)
- Borboropactus squalidus (Simon, 1884)
- Borboropactus vulcanicus (Doleschall, 1859)